# Antikrisztus (film)
Az Antikrisztus (ANTICHRIS♀) egy 2009-es művészhorrorfilm, amelyet Lars von Trier írt és rendezett. A film főszereplői Willem Dafoe és Charlotte Gainsbourg, akik egy házaspárt alakítanak, akiknek kisfiuk véletlenül meghal, majd gyászukban egy erdei kunyhóba vonulnak vissza, ahol a férfi furcsa látomásoknak lesz tanúja, a nő pedig egyre erőszakosabb szexuális viselkedést és szadomazochizmust tanúsít. A történet prológusra, négy fejezetre és epilógusra oszlik.
A filmet 2006-ban írták, amikor von Trier súlyos klinikai depresszió miatt kórházban volt, és nagyban befolyásolta őt saját depresszióval és szorongással való küzdelme. A forgatás elsősorban Németországban zajlott 2008 késő nyarán, és dán produkció volt, amelyet francia, német, lengyel és svéd cégek koprodukáltak.
A 2009-es cannes-i filmfesztiválon, ahol Gainsbourg elnyerte a legjobb színésznő díját, az Antikrisztus azonnal ellentmondásos visszhangot váltott ki; a kritikusok általában dicsérték művészi kivitelezését, de tartalmi érdemeit illetően erősen megosztottak voltak. A film további díjai között szerepel a Bodil-díj a legjobb dán filmnek, a Robert-díj a legjobb dán filmnek, a Nordikus Tanács filmdíja a legjobb nordikus filmnek és az Európai Filmdíj a legjobb operatőri munkáért. A film a szovjet filmrendező Andrej Tarkovszkijnak van dedikálva.
Az Antikrisztus von Trier nem hivatalosan Depressziós trilógiának nevezett filmjének első része. Ezt követte 2011-ben a Melankólia, majd 2013-ban a Ninfomániás.

## Cselekmény
Egy névtelen pár szeretkezik a seattle-i lakásukban, miközben felügyelet nélkül hagyott kisfiuk, Nic, felmászik a hálószoba ablakára, és kiesik onnan, meghalva. Az anya összeomlik a temetésen, és a következő hónapot kórházban tölti, atipikus gyászban szenvedve. Az apa, aki terapeuta, szkeptikus a felesége által kapott pszichiátriai kezeléssel kapcsolatban, és magára vállalja, hogy személyesen pszichoterápiával kezeli őt. Az anya elárulja, hogy a második legnagyobb félelme a természet, ami arra készteti az apát, hogy expozíciós terápiát próbáljon ki. Elindulnak az erdőben lévő eldugott kunyhójukba, az Edenbe, ahol az anya a előző nyáron Nic-kel töltötte az idejét, miközben egy nőgyilkosságot bíráló disszertációt írt. A túra során az apa találkozik egy szarvasnősténnyel, aki nem fél tőle, és akinek egy halott szarvasborjú lóg ki a hasából.
A pszichoterápiás üléseken a nő egyre inkább gyászba borul és mániákussá válik, gyakran erőszakos szeretkezést követel. A környék egyre félelmetesebbé válik a férfi számára; makk hullik a fémtetőre, reggelente a kezét kullancsok borítják, amelyek a véréből táplálkoztak, és találkozik egy önmagát kibelező vörös rókával, amely azt mondja neki, hogy „a káosz uralkodik”. A sötét padláson a férfi megtalálja a nő szakdolgozatát, amelyben erőszakos boszorkányüldözésekről szóló leírások és egy album található, amelyben a nő írása egyre hevesebbé és olvashatatlanabbá válik. A nő elárulja, hogy írás közben arra a meggyőződésre jutott, hogy minden nő alapvetően gonosz. A férfi ezért megdorgálja, és egy őrült pillanatban heves szeretkezést folytatnak egy baljóslatú, elhalt fa tövében, ahol a testek összefonódnak a szabadon álló gyökerek között. A férfi gyanítja, hogy a nő legnagyobb rejtett félelme a Sátán.
Miután megnézte Nic boncolási jegyzőkönyvét és a nő által az Edenben készült fényképeket, a férfi rájön, hogy a nő szisztematikusan rosszul húzta Nic cipőit, ami lábdeformitáshoz vezetett. A nő megtámadja őt a fészerben, azzal vádolja, hogy el akarja hagyni, szeretkezést kezdeményez vele, majd egy nagy fadarabbal lecsapja a férfi merev péniszére, ami miatt az eszméletét veszti. Ezután maszturbálja, amíg vér nem jön ki belőle. Lyukat fúr a lábába, egy nehéz köszörűkövet csavaroz a sebbe, és a használt csavarkulcsot a kunyhó alá dobja. A férfi egyedül ébred fel; mivel nem tudja meglazítani a csavart, elrejtőzik egy mély rókalyukban a holt fa tövében. A lyukban élve eltemetett varjú hangját követve a nő megtalálja és megtámadja, majd részben eltemeti.
Leszáll az éjszaka. A nő, akit most már bűntudat gyötör, kiássa a férfit, de nem emlékszik, hol van a csavarkulcs. Segít neki visszajutni a kunyhóba, ahol azt mondja neki, hogy csak „amikor a három koldus megérkezik”, halhat meg. A nő elmeséli, hogy Nic halálának éjszakáján látta, ahogy a férfi felmászik az ablakra, és szándékosan hagyta, hogy lezuhanjon, ezzel is megmutatva gonosz természetét. A kunyhóban levágja a csiklóját. Ezután a két embert meglátogatja a varjú (a kétségbeesés szimbóluma), a szarvas (a gyász szimbóluma) és a róka (a fájdalom szimbóluma), akiket a Három Koldusnak neveznek. Jégeső kezdődik, és korábban kiderült, hogy a boszorkánysággal vádolt nőknek volt erejük jégesőt idézni. Amikor Nic megtalálja a csavarkulcsot a kunyhó padlódeszkái alatt, a nő ollóval támad rá, de Nicnek sikerül kicsavaroznia a köszörűkövet. Végül szabadon, megfojtja a nőt, majd máglyát épít, és meggyújtja, hogy elhamvassza a testét.
A férfi sántikálva kijön a kunyhóból, és vadbogyókat eszik, miközben a három koldus nézi, akik most már áttetszőek és ragyognak. Ragyogó fényben a férfi eléri a domb tetejét, és ámulva nézi, ahogy több száz nő – régimódi ruhákban és elmosódott arcokkal – közeledik felé, majd elhalad mellette, és tovább halad az erdő mélyébe.

## Szereplők
- Willem Dafoe névtelen házas férfiként, akit „A férfi”-ként jelölnek. Dafoe adta a hangját a „Káosz uralkodik” mondatot kimondó rókának is.
- Charlotte Gainsbourg, mint a férjhez ment névtelen nő, akit a stáblistán „A nő” néven tüntetnek fel.

- Storm Acheche Sahlstrøm Nic szerepében, a pár kisfiaként, aki a film elején meghal.

## Elemzés

### Természet és vallás
A filmtudós Magdalena Zolkos az Antikrisztust „eredet-történetként” értelmezi, elsődleges okként a névtelen szereplőket és a helyszínt – egy Éden nevű erdőt – említve. Zolkos értelmezése egybeesik Joanne Bourke tudóséval, aki a filmet Ábrahám eredetének „kérdésként megfogalmazott” újrafeldolgozásának tartja. A pár belépése az erdőbe és megérkezése Edenbe „elindítja a filmben az eredetmítoszok újrajátszását”. A nő férjének tett kijelentése – miszerint a természet „Sátán temploma” – „a természet, a démoni erő és a gyermek halála közötti hármas kapcsolatra” utal.  Zolkos ezt a kapcsolatot három „különálló, pszichés eseményből” állónak jellemzi: „az erdő rejtélyes és fenyegető környezete; a vallási nőgyűlölet történetéről szóló olvasmányai; és egy baleset, amikor egy évvel a gyermek halála előtt elveszíti őt az erdőben”.
Zolkos a filmet „a szülői veszteségről, valamint az azt követő gyászról és kétségbeesésről szóló történetként” is jellemzi.

### Depresszió és mentális betegségek
Bár a film Zolkos értelmezése szerint több témát is összefon, ő úgy véli, hogy a film alapvetően „nagyon személyes és feltáró film, amelyben olyan kifejezések és képek fonódnak össze, amelyek dokumentálják von Trier súlyos pszichiátriai rendellenességével való küzdelmét, és amelyben nagy szerepet játszanak a kognitív viselkedés- és expozíciós terápia, a sámánizmus és a jungi pszichoanalízis terén szerzett tapasztalatai”. Von Trier maga úgy kommentálta a film készítésének élményét, hogy az „szórakoztató” módja volt saját depressziójának feldolgozásának. Von Trier a filmet „Depressziós trilógiájának” első részének tekinti, amelyet a Melankólia (2011) és az A nimfomániás (2013) követ.
Amy Simmons tudós megjegyzi, hogy a film esztétikai elemei „túllépnek a kategóriákon, és mint ilyen, munkája nem redukálható egyetlen üzenetre sem”. A filmet „valóban radikális és rendíthetetlen beszámolónak az emberi kapcsolatokról” tartja. Robert Sinnerbrink a filmet (a Melankólia és az A nimfomániás mellett) úgy értelmezi, hogy az az emberi reakciókat vizsgálja a pszichológiai traumára.  Kifejti: „Mindhárom esetben van egy központi női főszereplő, akinek melankolikus reakciói a központi traumára megnyitnak egy szubjektív, de egyben esztétikai-kifejező térséget... Az Antikrisztusban ez nyilvánvaló a nő intenzív szorongásában és depressziós visszahúzódásában, amelyet a neoromantikus táj és a természetfeletti elemekkel teli erdő fejez ki, ahová ő és partnere visszavonultak.”

## Gyártás

### Fejlesztés
Von Trier 2006-ban kezdte el írni az Antikrisztus forgatókönyvét, miközben depresszió miatt kórházban volt. Von Trier horrorfilmként képzelte el a filmet, mert úgy érezte, hogy ez lehetővé teszi „sok nagyon-nagyon furcsa kép” megjelenítését. Nem sokkal korábban több kortárs japán horrorfilmet is megnézett, például az Ringet és a Dark Watert, amelyekből ihletet merített. Egy másik alapötlet egy dokumentumfilmből származott, amelyet von Trier az európai őserdőkről látott. A dokumentumfilmben az erdőket nagy fájdalom és szenvedés helyszínének ábrázolták, ahol a különböző fajok megpróbálták megölni és megenni egymást. Von Triert lenyűgözte a kontraszt a romantikus és békés helyként ábrázolt természet és ez a kép között. Von Trier így fogalmazott: „Ugyanakkor, amikor a kandalló fölé vagy máshová akasztjuk a falra, az a tiszta poklot jelképezi.”  Visszatekintve azt mondta, hogy már nem biztos abban, hogy az Antikrisztus valóban horrorfilmnek minősíthető-e, mert „nem olyan borzalmas... nem igyekeztünk annyira sokkolni, és talán ezért nem horrorfilm. Inkább inspirációként tekintettem [a horror műfajra], és ebből született ez a furcsa történet.”
A cím volt az első dolog, amit a filmhez írtak. Az Antikrisztus eredetileg 2005-ben került volna gyártásra, de a film producere, Peter Aalbæk Jensen véletlenül elárulta a film tervezett üzenetét: hogy a Földet nem Isten, hanem Sátán teremtette. Von Trier dühös lett, és úgy döntött, hogy elhalasztja a forgatást, hogy átírhassa a forgatókönyvet.
2007-ben von Trier bejelentette, hogy depresszióban szenved, és hogy lehetséges, hogy soha többé nem fog tudni filmet rendezni. „Feltételezem, hogy az Antikrisztus lesz a következő filmem. De jelenleg még nem tudom” – nyilatkozta a dán Politiken újságnak. A korai casting során a Koppenhágába érkezett angol színészeket haza kellett küldeni, míg von Trier sírt, mert rossz állapota miatt nem tudott velük találkozni.
A forgatókönyv depresszió utáni változata bizonyos mértékben von Trier gyakorlásaként íródott, hogy megnézze, elég jól felépült-e ahhoz, hogy újra dolgozni tudjon. Von Trier utalásokat tett August Strindbergre és az 1890-es évekbeli Inferno-krízisére is, összehasonlítva azt a saját, nehéz lelki körülmények között írt művével: „Az Antikrisztus volt az én Inferno-krízisem?” A stáblistán több neves személy is szerepel, akik segítették von Triert az írásban. A dán írók és rendezők, Per Fly és Nikolaj Arcel forgatókönyv-tanácsadók, Anders Thomas Jensen pedig történet-felügyelőként szerepelnek. Szerepelnek még a stáblistán olyan kutatók is, akik olyan területekkel foglalkoznak, mint a „nőgyűlölet”, a „szorongás”, a „horrorfilmek” és a „teológia”. Von Trier maga katolikus hitre tért, és nagyon érdekli a keresztény szimbolika és teológia. 
A produkciót von Trier koppenhágai székhelyű cége, a Zentropa vezette. A koprodukcióban részt vett a svéd Film i Väst, az olasz Lucky Red, valamint a francia Liberator Productions, Slot Machine és Arte France. A Dán Filmintézet 1,5 millió dollárral, a német Filmstiftung Nordrhein-Westfalen pedig 1,3 millió dollárral járult hozzá a finanszírozáshoz. A teljes költségvetés körülbelül 5 millió dollár volt. 

### Előkészítés
A erőszakosabb jelenetekhez szükséges kellékeket a Soda ApS cég biztosította, amelyeket koppenhágai Nørrebro műhelyében készítettek. Willem Dafoe lábáról és a női „pornó dublőr” vulvájáról gipszlenyomatot készítettek. Az első jelenethez egy valós súlyú műanyag babát készítettek. A Google Képkereső segítségével talált képek szolgáltak modellként a halvaszületett szarvashoz, a méhlepényként pedig egy nejlonharisnyát használtak. A vulva kellék belső részei levehetőek voltak, hogy több felvétel esetén is könnyen előkészíthető legyen. A cseh állatidomár, Ota Bares, aki a 2005-ös Ádám almái című filmben már együttműködött a stáb egy részével, már korán fel lett véve, és utasításokat kapott arról, hogy az állatoknak milyen feladatokat kell tudniuk végrehajtani. A rókát például megtanították, hogy egy adott parancsra nyissa ki a száját, hogy beszédmozgásokat szimuláljon.
A forgatás megkezdése előtt, hogy megfelelő hangulatba kerüljenek, Willem Dafoe-nak és Charlotte Gainsbourg-nak megmutatták Andrej Tarkovszkij 1975-ös filmjét, a Tükröt. Dafoe-nak megmutatták Von Trier 1998-as filmjét, Az idiótákat is, Gainsbourg pedig Az éjszakai portást, hogy tanulmányozza Charlotte Rampling karakterét. Dafoe találkozott kognitív viselkedésterápiával foglalkozó terapeutákkal is, részt vett expozíciós terápia valódi ülésein, és tanulmányozta a témával kapcsolatos anyagokat.

### Szereplőválasztás
Dafoe, aki korábban Lars von Trierrel dolgozott együtt a Manderlay (2005) című filmben, von Trierrel való kapcsolatfelvétel után kapta meg a „A férfi” szerepet, miután megkérdezte, min dolgozik jelenleg. Megkapta az Antikrisztus forgatókönyvét, bár azt mondták neki, hogy von Trier felesége szkeptikus volt azzal kapcsolatban, hogy egy olyan neves színészt, mint Dafoe kérjenek fel egy ilyen extrém szerepre. Dafoe elfogadta a szerepet, és később így magyarázta, miért vonzotta őt: „Úgy gondolom, hogy a sötét, kimondatlan dolgok erőteljesebbek egy színész számára. Ezek azok a dolgok, amelyekről nem beszélünk, ezért ha lehetőségem van arra, hogy játékos, kreatív módon foglalkozzak velük, akkor igen, vonzanak.” A beszélő róka hangját is Dafoe adta, bár a felvételt jelentősen manipulálták.
Az „A nő” szerepére eredetileg Eva Green színésznőt keresték meg. Von Trier szerint Green elszántan akart szerepelni a filmben, de ügynökei nem engedték. A sikertelen casting két hónapot vett igénybe az előkészítési folyamatból. Végül Gainsbourg jelezte érdeklődését a szerep iránt, és von Trier szavai szerint nagyon szeretett volna elnyerni a szerepet: „Charlotte bejött és azt mondta: »Bármi áron meg akarom kapni ezt a szerepet.« Úgy gondolom, hogy ezt a döntést nagyon korán meghozta, és kitartott mellette. Nem volt semmilyen problémánk.” Gainsbourg visszaemlékezett, hogy amikor először találkozott von Trierrel, „ismerte a filmjeit”, de „nagyon keveset tudott magáról az emberről”, és megjegyezte, hogy első találkozásukkor von Trier „teljesen ideges” volt. Kezdetben aggodalmát fejezte ki a film érzelmesebb jelenetei miatt is, különösen a karakterének pánikrohamai és szorongása miatt, mivel ezeket ő maga nem tapasztalta meg az életében.

### Forgatás
A forgatás 40 napig tartott, 2008. augusztus 20-tól szeptember végéig. A filmet Németország Észak-Rajna-Vesztfália tartományában forgatták. A forgatási helyszínek a Köln régióhoz tartozó Rhein-Sieg-Kreis (beleértve Nutscheid vidéki területeit) és Wuppertal voltak. Ez volt von Trier első filmje, amelyet teljes egészében Németországban forgattak. A film fiktív helyszíne azonban az amerikai Seattle közelében található. A filmet digitális videóval forgatták, elsősorban Red One kamerákkal, 4K felbontásban. A lassított felvételeket Phantom V4 kamerával, 1000 képkocka/másodperc sebességgel vették fel. A forgatási technikák között szerepelt a dolly, a kézi kameramunka és a számítógéppel programozott „mozgásvezérlés”, amelyekben a stábnak már volt tapasztalata Von Trier 2006-os filmjéből, a The Boss of It All-ból. Az egyik felvétel, amelyen a pár egy fa alatt szeretkezik, különösen nehéz volt, mivel a kamera a felvétel közepén kézi kameráról mozgásvezérelt kamerára váltott.
Von Trier a forgatás kezdetekor még nem heverte ki teljesen depresszióját. Ismételten elnézést kért a színészektől mentális állapotáért, és nem tudta a kamerát úgy kezelni, ahogy szokta, ami nagyon frusztrálta. „A forgatókönyvet nagy lelkesedés nélkül forgattuk le és fejeztük be, mivel csak fizikai és szellemi kapacitásom felét tudtam felhasználni” – mondta a rendező egy interjúban. Gainsbourg emlékeztetett arra, hogy von Trier alig adott utasításokat a forgatás során, de a forgatási folyamatot felszabadítóként jellemezte, amely mind neki, mind Dafoe-nak teret adott különböző színészi stílusok kipróbálására.

### Utómunka
A utómunkálatok elsősorban Varsóban (Lengyelország) és Göteborgban (Svédország) zajlottak. Két hónap alatt a lengyelek körülbelül 4000 órányi munkával, a svédek pedig 500 órányi munkával járultak hozzá a filmhez. A filmben 80 számítógéppel generált kép látható, amelyeket a lengyel Platige Image cég készített. A legtöbb kép digitálisan eltávolított részleteket tartalmaz, például a szarvas vezetésére használt nyakörvet és pórázot, de néhányuk bonyolultabb volt. Különösen nehéz volt elkészíteni azt a jelenetet, amelyben a róka kimondja a „káosz uralkodik” szavakat. A szájmozgásokat teljes egészében számítógéppel kellett generálni, hogy szinkronban legyenek a hanggal. A harmadik fejezetben látható szexjelenetet, amelyben számos kéz bújik elő egy fa gyökereiből, később a film fő promóciós képévé alakították át.

### Zene
A film fő zenei témájaként Händel Rinaldo című operájából a „Lascia ch'io pianga” áriát használják. Az áriát korábban más filmekben is felhasználták, például a Farinelli című 1994-es életrajzi filmben, amely a kasztrált énekes Farinelliről szól, és Von Trier is újra felhasználta az A nimfomániás című filmben egy jelenetben, amely Nicnek a nyitott ablakhoz közeledését ábrázolja. A filmben szereplő „Lascia ch'io pianga” verzióit 2009 januárjában vették fel a koppenhágai Kastelskirken (Citadella-templom) templomban, előadói Bjarte Eike (hegedű), Tuva Semmingsen (mezzoszoprán), Karina Gauvin (szoprán) és a Tempo Rubato együttes voltak.
Kristian Eidnes Andersen komponálta a nem hagyományos ambient „zenét”. 2019-ig ez volt Eidnes Andersen egyetlen filmzeneszerzői munkája – a televíziós és dokumentumfilmeken kívül –, bár korábban már több filmben is együttműködött von Triersszel hangrendezőként. A zenész és kritikus Robert Barry a filmzenét a film „közbenső részeként, a zötyögésként, dübörgésként és mély üvöltésként írta le, amely valahol a komponált zene és a hangtervezés között lebeg... a nem-zene, a hallható, a világ zümmögése.”

### Filmzenei kiadvány
A film mozikban való bemutatását követő tíz évvel később, 2019. szeptember 6-án az angol Cold Spring lemezkiadó limitált kiadású bakelitlemezt jelentetett meg a film zenéjéből. A filmzenealbumon mindkét verziója megtalálható a „Lascia ch'io pianga” című dalnak, valamint válogatott részletek Eidnes Andersen zenéjéből. A lemez viszonylag rövid: csak az LP első oldala tartalmaz hanganyagot, míg a másik oldalára „Gothic” betűtípussal a „nature is satan's church” (a természet a Sátán temploma) feliratot vésték.

## További információ
- Hivatalos oldal
- Antikrisztus a PORT.hu-n (magyarul)
- Antikrisztus az Internet Movie Database-ben (angolul)
- Antikrisztus a Rotten Tomatoeson (angolul)
- Antikrisztus a Box Office Mojón (angolul)